# Sergej Fjodorovič Achromejev
Sergej Fjodorovič Achromejev, rusky Ахромеев Сергей Федорович (5. května 1923 Vindrej – 24. srpna 1991 Moskva) byl sovětský voják, maršál ruské národnosti, náčelník generálního štábu Sovětské armády v letech 1984–1988.

## Život
Ve Velké vlastenecké válce bojoval v jednotkách Leningradského, Stalingradského, Jižního a 4. ukrajinského frontu.
Po 2. světové válce postupoval ve funkcích i hodnostech, až byl v roce 1974 převelen do generálního štábu do funkce náčelníka Hlavní operační správy, později byl 1. zástupcem náčelníka generálního štábu. Jeho zásluhy při organizaci a plánování afghánské války mu v květnu 1982 vynesly titul Hrdina Sovětského svazu. Blízký vztah, negativně vnímaný kolegy, k ministru obrany Ustinovovi, mu vynesl v březnu 1983 povýšení na maršála Sovětského svazu. Po odchodu náčelníka generálního štábu Ogarkova byl jeho přirozeným nástupcem, v nové funkci zprvu podporoval politiku Michaila Gorbačova i proti svým podřízeným, ale po nějaké době oponoval jednostranným ústupkům v odzbrojovacích jednáních s USA. Nakonec byl v prosinci 1988 nahrazen poslušnějším generálem.
Po neúspěšném pokusu skupiny konzervativců o převzetí moci v SSSR spáchal dne 24. srpna 1991 sebevraždu. Byl pochován 1. září 1991 je na Trojekurovském hřbitově v Moskvě. Na pohřbu byly pouze jeho dcery a vdova. V noci po pohřbu byl jeho hrob vyrabován, neznámé osoby vykopaly hrob, otevřely rakev a ukradly maršálskou uniformu se všemi vyznamenáními.
Na maršálově náhrobku je vyryt státní znak SSSR a slova „Komunista. Vlastenec. Voják.“

## Vzdělání
- 1942 absolvoval Vojensko-námořní vysokou školu M.V.Frunze
- 1942 absolvoval 2. Astrachaňskou pěchotní školu (v dvouměsíčním programu)
- 1945 absolvoval Vysokou důstojnickou školu samohybného dělostřelectva tankových a mechanizovaných vojsk
- 1952 absolvoval Vojenskou akademii tankových a mechanizovaných vojsk
- 1967 absolvoval Vojenskou akademii generálního štábu

## Vojenská kariéra
- 30. června 1940 odveden
- 17. října 1942 – listopad 1944 – velitel čety, náčelník štábu praporu, pomocník náčelníka štábu pluku, velitel praporu
- září 1945 – září 1947 – velitel praporu
- červenec 1952 – srpen 1955 – náčelník štábu pluku
- srpen 1955 – prosinec 1957 – velitel tankového pluku
- prosinec 1957 – prosinec 1960 – zástupce velitele tankové divize
- prosinec 1960 – září 1965 – velitel tankové (výcvikové) divize
- červenec 1967 – říjen 1968 – náčelník štábu 8. tankové armády
- říjen 1968 – květen 1972 – velitel 7. tankové armády
- květen 1972 – březen 1974 – náčelník štábu Dálněvýchodního vojenského okruhu
- březen 1974 – únor 1979 – náčelník Hlavní operační správy a zástupce náčelníka Generálního štábu Ozbrojených sil SSSR
- únor 1979 – září 1984 – 1. zástupce náčelníka Generálního štábu Ozbrojených sil SSSR
- září 1984 – prosinec 1988 – náčelník Generálního štábu Ozbrojených sil SSSR
- od prosince 1988 ve Skupině generálních inspektorů, poradce prezidenta SSR

## Vojenské hodnosti
- 8. prosince 1956 – plukovník
- 13. dubna 1964 – generálmajor tankových vojsk
- 21. února 1969 – generálporučík tankových vojsk
- 30. října 1974 – generálplukovník
- 24. dubna 1979 – armádní generál
- 25. března 1983 – maršál Sovětského svazu

## Politická činnost
- Od srpna 1943 člen VKS(b)
- březen 1981 – červen 1983 – kandidát ÚV KSSS
- červen 1983 – červenec 1990 – člen ÚV KSSS
- 1984–1989 – poslanec Nejvyššího sovětu SSSR
- 1989–1991 – lidový poslanec SSSR